# Daini no Sanmi
Daini no Sanmi (jap. 大弐三位; ur. około 999, zm. po 1078); prawdz. nazwisko i imię: 藤原賢子, Fujiwara no Kenshi – japońska poetka, tworząca w okresie Heian. Zaliczana do Trzydziestu Sześciu Mistrzyń Poezji.
Córka Murasaki Shikibu i Nobutaki Fujiwary. Służyła jako dama dworu cesarzowej Shōshi. Opiekowała się późniejszym cesarzem Go-Reizei. W 1037 roku wyszła za mąż, a od funkcji jej męża (daini) i zajmowanej rangi na dworze (sanmi) pochodzi jej przydomek. 
Trzydzieści siedem utworów jej autorstwa zostało opublikowanych w cesarskich antologiach poezji. Jeden z jej wierszy wybrany został również do Ogura Hyakunin-isshu.